# Beduído
Beduído ist ein Ort und eine ehemalige Gemeinde (Freguesia) im portugiesischen Kreis Estarreja. Die Gemeinde hatte 7657 Einwohner (Stand 30. Juni 2011).
Am 29. September 2013 wurden die Gemeinden Beduído und Veiros zur neuen Gemeinde União das Freguesias de Beduído e Veiros zusammengeschlossen. Beduído ist Sitz dieser neu gebildeten Gemeinde.

## Persönlichkeiten
- Francisco Nunes Teixeira (1910–1999), römisch-katholischer Geistlicher, Bischof von Quelimane